# بدر أبو طويرق
بدر بن عبد الله الكثيري (902 - 977 هـ) سلطان وقائد عسكري من أشهر سلاطين الدولة الكثيرية. استطاع أن يخضع كيانات وقبائل ومشايخ أقاليم حضرموت، ويشكل منها كيانا سياسيا واضحا له معالمه الخاصة من الناحية السياسية والإدارية والمالية والقضائية. ونشطت الحياة التجارية والاجتماعية في عهده، رغم كثرة الحروب التي قادها لتوحيد حضرموت. وجاء لقبه "أبو طويرق" من أنه قد طرق بجيوشه أراضي حضرموت واستولى عليها من عين بامعبد غربًا إلى ظفار شرقًا. وقد وصلت السلطنة الكثيرية إلى أقصى حدودها في عهده، وتمتع بملكه وسلطانه نحو الخمسين عاما.

## نسبه
بدر بن عبد الله بن جعفر بن عبد الله بن علي بن عمر بن جعفر بن بدر بن محمد بن علي بن عمر بن كثير.

## مولده ونشأته
ولد بشبام سنة 902 هـ أي بعد أن احتل جده جعفر الشحر بعام واحد. نشأ في أسرة حاكمة، وتميز منذ طفولته بذكائه الحاد ومواهبه المتفتحة، وبدأت تظهر عليه ملامح الزعامة والقيادة، والشجاعة والإقدام، والثقة بالنفس، ورغبته في الرئاسة ومظاهرها. فلم يبلغ العشرين من عمره حتى تصدى لتصريف أمور البلاد، والمشاركة في الحكم، وكان ذلك سنة 922 هـ، وقد لقي هذا الاتجاه ترحيبا من قبل أخيه السلطان محمد في بداية الأمر، حيث أعجب بشخصيته، وقدراته، ومواهبه، مما دفعه إلى التخلي عن الحكم له رسميا سنة 926 هـ، وكتب ذلك بيده إلى إمام مسجد الشحر أحمد بن محمد السبتي، وأمر أن يُسقط اسمه من الخطبة وأن يُدعى لأخيه بدر، واكتفى محمد بولاية ظفار.

## حياته السياسية والعسكرية
كان أول ما بدأ به عندما أخذ يدير أموره بنفسه هو عزل الوزير مطران بن منصور وذلك سنة 922 هـ حينما ظهرت له أغراض الرجل ونواياه غير المحمودة. فما لبث بدر أن قبض عليه وزجّه في السجن وصادره في ماله. ثم أطلقه سرا وولّى الوزارة بعده عطيف بن علي بادحدح. وفي شهر رجب سنة 928 هـ أعيد مطران للوزارة وعُزل عطيف.
ورأى السلطان بدر في أول أمره أن القوى التي لديه غير كافية لمكافحة المشاكل السياسية المحيطة به وأن الثقة المتبادلة بينه وبين عسكره من الحضارم غير وطيدة، فصمم على أن يخلط بهم رجالا جبابرة ألفوا الحروب وألفتهم. فكاتب ضباطا من الأتراك الذين هم جبابرة ذلك العصر، واتفق معهم على تجنيد جيش منهم له يُخضع به حضرموت، فوردت إليه الجنود التركية وهو بالشحر تحت قيادة ضابط كبير يسمى رجب التركي في شهر جمادى الآخرة سنة 926 هـ، وفي شهر رجب أقبل بهم السلطان إلى حضرموت. وعم الرعب أهالي حضرموت والذي زاد رعبهم هو ما يحمله جيش الأتراك مع السلطان بدر بأيديهم وعلى أكتافهم من الاختراع الغريب في ذلك العهد وهو اختراع ليس لحضرموت عهد بمثله قبل قدوم جند الأتراك به وذلك هو بندق أبو فتيلة.
كانت بداية تحرك السلطان بدر في سبيل تثبيت هيبة الدولة وتوسيع نفوذها سنة 926 هـ، حيث أرسل أبو طويرق كتابا إلى آل محمد الكثيري بشبام يدعوهم فيه إلى تسليم شبام وما والاها من غير قتال، ووعدهم بالأمان على أنفسهم إذا وافقوا، وتوعدهم في حال رفضهم بدخول شبام بالقوة والبطش والتنكيل بهم. لكن آل محمد لم يبالوا بالإنذار، وفضلوا المقاومة والقتال، ولكنهم سرعان ما انهزموا بهزيمة منكرة، وفرّوا إلى قرية هينن. ثم اتجه أبو طويرق وجنوده نحو تريم لإسقاط سلطنة آل يماني، فتحصن أهلها وحصرها السلطان بدر نحو عشرين يوما ثم رماها بالبنادق فاستسلموا وبذلوا الطاعة وسلموا البلاد وأجلى السلطان بدر آل يماني إلى اليمن وأبقى عبيدهم، وهكذا أنهى أبو طويرق تاريخ سلطنة آل يماني، التي دامت ثلاثة قرون تقريبا.
وبعد السيطرة على شبام وتريم طفق السلطان بدر يزحف بجيوشه على جميع أنحاء حضرموت حتى استولى عليها كلها شرقا وغربا. أما بلاد مهرة فهي وإن لم تخضع له اسما فهي خاضعة له معنى إذ كاتبه أهلها وأرسلوا له الهدايا وأظهروا له الطاعة. كما أقر بنو عبد الواحد والعوالق للسلطان بدر بالولاية عليهم مع الإذعان له.

### حربه ضدالبرتغاليين
في صبيحة يوم الخميس لتسع خلت من ربيع الآخر سنة 929 هـ أقبلت أربعة عشر سفينة حربية برتغالية نحو الشحر وألقت مراسيها على الشاطئ. وعند فجر الجمعة إذا بالإفرنج يتسورون الديار وينهبونها وإذا بهم يحرقون ويخربون، وتصدى الناس لقتالهم واستحر القتل في الفريقين وقتل من أعيان الشحر جماعة منهم المعروفين بـ"الشهداء السبعة". ومكث الإفرنج هذه المرة بالشحر الجمعة والسبت والأحد، ثم انسلوا ليلة الاثنين إلى سفائنهم وضربوا بها عرض البحر مقلعين بها نحو الهند. هذا كله صار والسلطان بدر في أول أدوار سلطنته، وتكرر بعد ذلك تحكك البرتغاليين بالشحر غير أنهم لم يزالوا في كل مرة يعودون راضين من الغنيمة بالإياب.
أما في سنة 942 هـ فقد أقبلوا بجمع عظيم من السفن الكبار والصغار وصادف هجومهم على الشحر وجود السلطان بدر بها فأعد لهم العدة، فلما نزل أبطالهم إلى البر أرسل إلى سفائنهم من يأسرها ومن فيها فالتحم القتال بحرا وبرا واختلط الحابل بالنابل فكثر الطعن والصراع كتفا لكتف. وحضر ذلك وفد أشراف الجوف الذين أكرمهم السلطان بدر ما جعلهم من أنصاره وأعوانه. ورأى الإفرنج من حامية الشحر ما لم يعهدوا مثله في الماضي من القتال فلم يسعهم وقد تأكدوا من الهلاك المحيط بهم إلا أن يطلبوا الأمان ويسلموا أنفسهم أسارى، فأمّنهم السلطان بدر، ثم فرقهم على ضباطه، واستولى على أموالهم.

### ولاؤهللعثمانيين
وطمحت بالسلطان بدر همته وثقافته إلى الاتصال بالسلطان العثماني سليمان القانوني الذي كان إذ ذاك ملك الدنيا ووحيد سطوتها، وأخذ يكاتب عاهل الدولة العثمانية ويستنجده على البرتغاليين. وللدولة العثمانية في ذلك العصر طموحها إلى البحر الأحمر وسواحله وتطلعها إلى الهند وما جاورها فكان يغيظها ما تسمعه من بطولة البرتغال وقرصنتها في تلك البحار، فجهزت في أوائل سنة 944 هـ جيشها تحت قيادة وزيرها بمصر سليمان باشا، فأقبل سليمان باشا بجيش كثيف ومعه سفائن عظيمة متجهزا لحروب الإفرنج في الهند. فمرّ بعدن واستولى عليها، ثم دخل الهند سنة 945 هـ وقام بحصار ديو وكانت إقامته هناك نحو شهرين، ولكنه فشل ورجع خائبا ووصل بندر الشحر يوم الأربعاء لأربع خلت من شهر رجب سنة 945 هـ، وطلع إلى البحر لمقابلة الباشا الأمير أحمد مطران وكان على الشحر أميرا من طرف السلطان بدر الذي كان إذ ذاك غائبا بحضرموت. فقابله وتبادلا التحايا والمجاملات وأرسل الباشا للسلطان بدر فرمانا بعقد الولاية له من باب عدن إلى مدينة ظفار.

### الثورات ضده
في سنة 934 هـ أخذ زعيم نهد علي بن فارس آل عامر النهدي بالتوسع في قرى وادي عمد ووادي دوعن ومناطقهما، واستولى على حريضة، ثم على الخريبة، وتمكن بمساعدة أهل صيف من السيطرة عليها، وسيطر على قرية حوفة، وتابعت قواته تحركها حتى وصلت إلى قرية تولبة. وأثارت هذه التطورات حفيظة أبو طويرق، فقاد بنفسه حملة عسكرية لإخضاع تلك القرى لسلطانه وضم المناطق التي لم تخضع له. وتمكنت حملته من انتزاع ما أخذه علي بن فارس، وإعادة تلك القرى إلى أهلها بعد إعلانهم الطاعة والتبعية لسلطة الدولة الكثيرية. وتم الصلح بين أبو طويرق وزعيم نهد علي بن فارس، ويتضمن هذا الصلح اعتراف السلطان بدر بقبيلة نهد حكاما على مناطقهم، ليس لهم تجاوزها مقابل اعترافهم به، وإعلان الولاء والطاعة له.
ولكن هذا الصلح لم يكتب له الاستمرار، وأعلنت نهد عصاينها وخروجها على أبو طويرق سنة 938 هـ، وكتب أهل حضرموت الغربية إلى السلطان بدر يشكون إليه ما يلاقون من صيال نهد وتمردها وكانت يومئذ تحت رئاسة محمد بن علي بن فارس النهدي. فأمر السلطان بدر بالتجهيز على نهد والقبض على محمد بن علي، فزحف الجيش الكثيري عليهم والتحم القتال وسقط محمد بن علي أسيرا. وعظم أسره على نهد فقامت غاضبة عن بكرة أبيها وطفقت تعمل كل ما في وسعها لمناوأة بدر حتى توسط المصلحون بين الطرفين وتم الأمر بينهم على إطلاق سراحه. ولم تمت جمرات الحقد من قلوب الطرفين بل دامت المناوشات والاضطرابات تجري تباعا حتى زحف ثابت بن علي بن فارس النهدي على دوعن فاستولى على القرين سنة 940 هـ بعد حصار طويل وبعد إطلاق حجر العرادة على البلاد. وعزّ ذلك على السلطان بدر فضرب نهدا ضربة قاضية زحزحهم بها عما استولوا عليه ثم أزالهم من الكسر نفسه حتى أخذوا يستنجدون ببعض ولاة اليمن، فتوسط هذا بينهم في صلح يقضي بعودة نهد إلى مواضعهم.
وفي تلك الأجواء برز خصم آخر لأبي طويرق وهو عثمان بن أحمد العمودي من وادي دوعن، الذي عمل على توسيع نفوذه في غرب حضرموت، بل إنه قد أغار على بعض قرى ساحل حضرموت. وأغضبت هذه التوسعات أبو طويرق، وسارع إلى إرسال قواته إلى غربي حضرموت، ودخل عمد بعد أن قاتله أهلها قتالا شديدا وقبض على المتولي بها وهو فراس بن عبد الله بن علي العامري وقتله، ثم سار إلى الهجرين ودخلها بدون قتال من جانب منها بينما خرج ولاتها بنو عامر من الجانب الآخر. وفي رمضان سنة 948 هـ هجم على قيدون وبها آل العمودي فنهبها وفتك بأهلها فتكا ذريعا ورجع إلى صيف ومنها إلى هينن.
ودخلت سنة 949 هـ وأبو طويرق متورط في حرب العمودي وغيره ولكنه ما لبث أن عالج المشاكل بحكمة ولطف، فأمضى الصلح بينه وبين آل عامر وخاطب العمودي في الصلح فأبى. فهاجمه أبو طويرق بالعبيد فلم يجد شيئا فجرد عليه حملة كثيفة فاستعصى عليه أيضا، فهجم عليه من الخريبة فلم يقدر على أخذها لأن العمودي شاد عليها حصنا منيعا، فعاد السلطان بدر على بضة وأخرب ساقيتها وبنى عليها ثلاثة حصون وهو مع ذلك يرغب في مصالحة العمودي. وغادر دوعن إلى حضرموت وترك العساكر تناوش القتال، ولم يتم الصلح إلا سنة 951 هـ ثم انتقض سنة 955 هـ.
وقد مضت الأيام منذ أن تنازل محمد لأخيه بدر بالولاية على حضرموت والأخوان متصافيان متحدان ثم بدأ الجو يتعكر بينهما، والوشايات على بعضهما تتسرب إلى أذهانهما حتى اتسعت فجوة الشقاق والتهبت نيران الفتنة بينهما. ففي سنة 940 هـ جند السلطان محمد قوما من المهرة وغزا بهم الشحر وحصرها ولم يطل الحصر بل انصرف سريعا وعاد إلى المشقاص بدون طائل ومعه من وجوه المهرة كثير. فحفظها لهم السلطان بدر وجند في سنة 942 هـ قوما من أشراف الجوف يرأسهم الشريف ناصر ثم سار بهم إلى حيريج جهة المشقاص واغتصبها من صاحبها أحمد بن محمد بادجانة الكندي وكان ذلك في جمادى الآخرة. وبعد أن استولى على حيريج انصرف راجعا إلى الشحر. ثم توجه إلى حضرموت واصطلح مع أخيه السلطان محمد وطلب هذا من أخيه السلطان بدر أن يرد حيريج لأهلها فردها لهم إكراما لأخيه الأكبر. ولم يطل الوئام بين الأخوين بل دبّ الشقاق ثانيا. وهجم السلطان بدر على القارة من أعمال ظفار وانتزعها من أخيه محمد واستقل بأمر الدولة الكثيرية كلها بعد أن جعل أخاه محمدا حاكما على مدينة الشحر.
وفي محرم من سنة 951 هـ هاج أهل المسفلة بحضرموت فنقضت اللسك والعجز وغيرهما عهد بدر وحصل القتال بينهم وبين عسكره وقتل من الطرفين جماعة. وهددوا تريم وبنى الثوار حصنا على مشطة أضرها ضررا جسيما. وكاتبوا عبد الله بن يمين بأن يخرب الساحل بالحموم، فسعى فيهم وجمعهم وأهاجهم على بدر فهاجموا أطراف الشحر وضواحيها. وروعوا السكان وقطعوا السابلة حتى أدى الأمر إلى أن يأمر بدر جميع أهل قرى الشحر بأن يتحصنوا في البلد من الحموم فدخل الأهالي وتركوا مزروعاتهم. وأنتج ذلك غلاء في الأسعار وقطعا للمسالك. واشتد الأمر على السلطان بدر. وانتهزت سيبان الفرصة فأقلقت راحة سكان روكب والغيل فابتنى بدر حصنا بروكب وحصنه بالعسكر خوفا من صيال سيبان.
وتجمعت مهرة على حرب السلطان بدر ومهاجمة الشحر، فغضب بدر وجمع جيشا كبيرا ليغزوهم في عقر ديارهم. فجهز في رمضان سنة 953 هـ حملة عظيمة من رجال القبائل وجعل على الجيش علي بن عمر الكثيري والأمير أحمد مطران والفقيه محمد بن عمر بحرق. وتوجه معهم السلطان بدر نفسه واستصحب معه أخاه محمدا واستولت الحملة على قشن وبنى بدر بها حصنا وقفل راجعا بالجيش وبأخيه محمد وترك على قشن الأمير أحمد مطران والفقيه بحرق. ولم يكد أبو طويرق يستقر قدمه بالشحر حتى فاجأه خبر بأن المهرة تمردوا على الأمير أحمد فقتلوه واستردوا بلادهم وحصروا الحصن. فاتهم السلطان بدر أخاه محمدا بأن له إصبعا في هذا الأمر، وأنه هو الذي أغرى المهرة بقتل الأمير والتمرد. فاعتقل أخاه وقيّده في حصن الشحر، وعزم ثانية إلى المشقاص، ودخل قشن في جمادى الأولى سنة 954 هـ واستولى عليها بعد أن قتل من مقاتليها مقتلة عظيمة وانثنى منصرفا إلى الشحر وأطلق أخاه محمدا من القيد.
وبقيت المهرة تحت سيطرة السلطان بدر حتى سنة 955 هـ حيث توجه سعيد بن عيسى بن عفرار إلى الهند مستصرخا بالإفرنج فجاء بهم إلى قشن وحصرها بهم ثم استولوا على الحصن في شهر صفر ودخلوه عنوة وقتلوا جميع عساكر بدر. وبلغه الخبر وهو بحضرموت فشخص إلى الشحر وجهّز على المهرة في البحر جيشا، فلما وصل إلى حيريج جاءه سعيد بن عفرار معترفا فقبله. ووقع الصلح على أن المهرة بلادهم ليس لبدر فيها أقل تدخل وعلى المهرة أن لا يتحرشوا بموانئ بدر ولا بشيء من بلاده، وعاد بعسكره وتجهيزاته من حيريج.
وعند عودته من المهرة وافاه كتاب من عامله على حضرموت الفقيه محمد بن عمر بحرق يخبره فيه أنه قبض هلى أولاد آل عامر في الهجرين وآل مخاشن في هينن. وكان عند أبو طويرق إذ ذاك بالشحر ثابت بن علي بن فارس النهدي وريس بن محمد بن علي بن فارس النهدي وجماعة من آل عامر فأمر السلطان بدر بأخذ خيلهم وفرقها على عسكره. فهرب آل عامر قبل أن يتمكن من القبض عليهم وكان ذلك سببا لانتقاضهم على بدر وموالاتهم ثانيا للعمودي. وهب العمودي واتحد مع آل عامر وآل عبد العزيز والعوامر والشنافر أجمعين ضد بدر وعاثوا في البلاد واستولوا على بلدة بور وأغاروا على تريم وهينن وحصر آل عامر شبوة. وانهزمت عساكر بدر ولم تقو على الوقوف أمام القبائل الثائرة. ولما بلغ خبر هذا الاضطراب والهزائم مسامع السلطان بدر عزم هو بنفسه إلى حضرموت في التاسع عشر من رمضان سنة 955 هـ وعيّد بسيئون وتوجه إلى شبوة ودحر عنها آل عامر وثبت بها حكمه. وجاءه وهو بشبوة ابن عبد الواحد صاحب حبان يستنجد به على ابن باقب صاحب يشبم فتوجه معه ونهبها وأحرق فيها ثم عاد إلى شبوة ومنها إلى هينن ومنها إلى الشحر سنة 956 هـ بعد أن جعل على الكسر الأمير عنبر والفقيه بحرق.
ولم تشأ الأقدار أن تعود الأمور السياسية إلى مجراها الطبيعي بل ظلت الثورات قائمة على قدم وساق. وظل أبو طويرق يتنقل من بقعة إلى أخرى لمعالجة المشاكل. والذي شغل قدرا كبيرا من تفكير بدر هو خروج ابن عمه علي بن عمر الكثيري فقد استبد بشبام وخلع طاعة بدر وناصره جماعة من وجهاء حضرموت. فوجه حينئذ همته لتأديب ابن عمه وانتزاع شبام منه فتابع عليه الهجمات ووالى نحوه الكتائب ولم يجده سهلا بل صعب المراس فلم يزل به حتى ظفر به واستولى على شبام سنة 958 هـ وقبض على علي بن عمر وسجنه بحصن مريمة الذي صار فيما بعد مسجنا للمقبوض عليهم من سلاطين آل كثير.

#### وقعة الجرب
بعد أن انقرضت دولة آل يماني بتريم تفرق عبيدهم ومواليهم وصنائعهم في البلاد وأخذوا يعيثون بالأمن ويروعون المارة ويغيظون السلطان، ثم كونوا لأنفسهم عصبة قوية وصاروا يتجمعون ويغيرون وأطلق الناس عليهم اسم عبيد آل يماني، وطال على الناس عنتهم وأذاهم حتى بطش بهم أبو طويرق سنة 958 هـ في الجِرَب بطشة لم تقم لهم بعدها قائمة، وصار قتلهم تاريخا مشهورا عند أهل حضرموت إذ يقال سنة وقعة الجِرَب.

## حياته الاقتصادية
في سنة 937 هـ أمر أن تضرب باسمه نقود فضية من فئة الريال وفئة النصف والربع ونقود نحاسية صغيرة وكبيرة. وفي سنة 943 هـ ضرب أيضا عملة تسمى "بقشة" وهي رغما عن تلاشيها بتاتا فأهل حضرموت وما جاورها لا يزالون يستعملون لفظها إلى الآن في محاسباتهم ويجعلونها وحدة من الوحدات.

## حياته العلمية
لم تشغل أبا طويرق مشاغله السياسية عن الالتفات إلى الناحية العلمية بنشر العلم والأدب، فقد بث الدعاة والمعلمين في البلاد، وأجرى رواتب غير قليلة لرجال العلم وأرباب التعليم، وأسس بالشحر المدرسة السلطانية البدرية التي عُدت في زمانها أعظم المدارس وأكثرها أهمية، واختار لها من الأساتذة والنظار من يشار إليه بالبنان علما وفضلا أمثال الشيخ علي بن علي بايزيد، وقد أمر ببنائها ليلة التاسع عشر من شهر رمضان سنة 955 هـ، وكان بدء العمل في بنائها في شهر شوال على يدي الفقيه حسن باكثير أمير بندر الشحر. ولم يذكر عن أحد من حكام حضرموت أنه اعتنى بنشر العلم والإنفاق على مؤسساته سوى ما نقل من اهتمام السلطان بدر أبو طويرق بالناحية العلمية في عهده من تشجيع العلماء وبناء تلك المدرسة، وقد كانت المدارس تبنى بمجهودات خاصة من أفراد الشعب، وقد وقف أبو طويرق على هذه المدرسة ما تحتاج إليه من نفقات حتى قصدها طلاب المعرفة في كل أنحاء حضرموت وتخرج منها جمع غفير من كبار العلماء أمثال عبد الله بن محمد باسنجلة ومحمد بن عبد الرحمن سراج الدين باجمال وعبد الله بن عبد الرحمن العمودي وغيرهم.

## وفاته
ما بلغ السلطان بدر خمسا وسبعين عاما إلا وقد ضاقت حوصلة ابنه عبد الله عن أن تسعه وتسع تصرفاته واتجاهاته. وفي يوم من أيام شهر صفر سنة 976 هـ دخل عبد الله ابن السلطان بدر ومعه بضعة أشخاص على أبيه بحصن سيئون وألقى القبض عليه، فأُخذ وحُبس في بعض حجرات القصر أياما، ثم نُقل إلى حصن مريمة. ومكث محبوسا نحو سنة ونصف ثم ثقل عليه المرض فأعيد من مريمة إلى سيئون وهناك أدركته الوفاة في العشر الأواخر من شهر شعبان سنة 977 هـ، ودفن بمقبرة السلاطين وقبره غربي قبر الشيخ عمر بامخرمة.

## وصلات خارجية
- محاضرة عن السلطان بدر أبو طويرق الكثيري.."موحد حضرموت من أحور إلى ظفار" - عدن الغد.
- A RARE YEMENI SWORD, MADE FOR THE SULTAN BADR BIN ABDULLAH AL KATHERI, SOUTH ARABIA, EARLY 16TH CENTURY - Oriental Art Auctions.